# Jonathan I. Schwartz

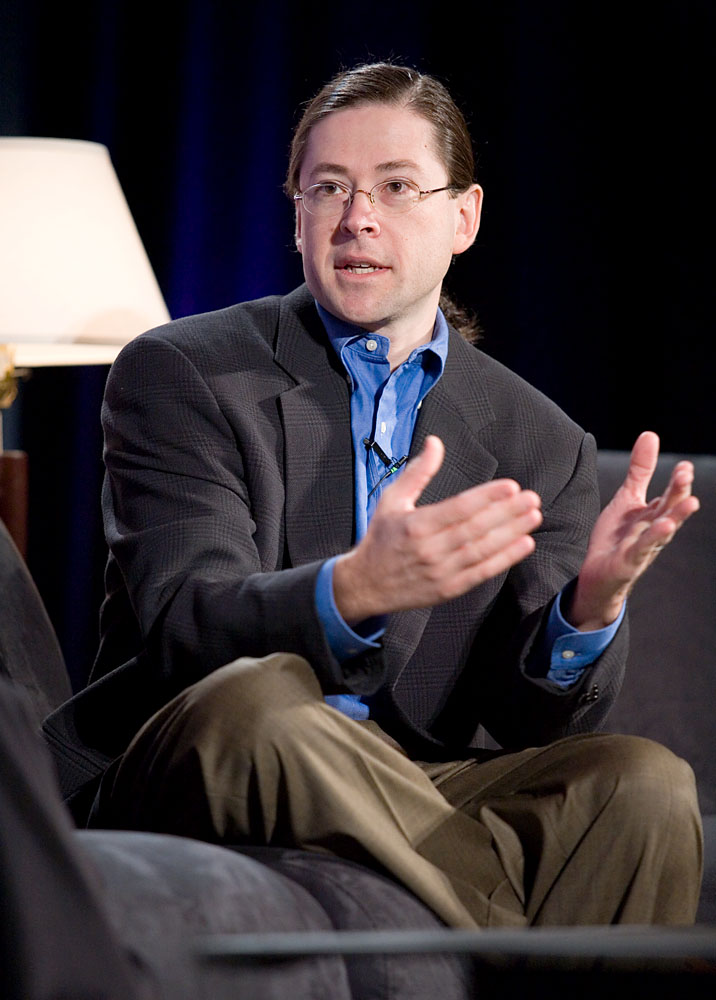
Jonathan Schwartz auf der Web 2.0 Conference 2005 in San Francisco

Jonathan Ian Schwartz (* 20. Oktober 1965) ist ein US-amerikanischer Manager. Er war Präsident und CEO von Sun Microsystems. Er ist Mitbegründer und Chief Executive Officer von Care Zone Inc.

## Leben
Schwartz schloss 1983 die „Bethesda-Chevy Chase High School“ in Bethesda, Maryland ab. Nach dem Besuch der Carnegie Mellon University von 1983/1984 wechselte er an die Wesleyan University, wo er Ökonomie und Mathematik studierte.
Seine Karriere begann 1987 bei McKinsey & Company in New York City.  1989 verließ Schwartz McKinsey und zog nach Chevy Chase, Maryland. Dort arbeitete er für das Softwareunternehmen Lighthouse Design Ltd. und zog in den 90er Jahren mit Lighthouse Design nach San Mateo, Kalifornien um. Dort wurde er CEO von Lighthouse.
1996 wurde Lighthouse von Sun Microsystems aufgekauft. Schwartz wurde 1997 als Marketingdirektor für das Sun-Produkt JavaSoft 1997 eingesetzt. 2004 stieg Schwartz zum Geschäftsleitungsmitglied und COO von Sun auf. Am 24. April 2006 übernahm er die Position Scott McNealys als CEO. Im Zuge der Finanzkrise ab 2007 und dem Verlust von Kunden aus der Finanzbranche bekam  das Unternehmen finanzielle Probleme. 2009 wurde der Verkauf an den Soft- und Hardwarehersteller Oracle vereinbart. Am 4. Februar 2010 trat Schwartz als CEO zurück. Seinen Rücktritt gab er über Twitter in Form eines Haikus bekannt.
Im September 2009 kündigte er die Gründung des Unternehmens Picture of Health an, aus dem später CareZone (gegründet im Februar 2012) wurde.